# (5913) 1990 BU
1990 بي يو (ويعرف أيضًا باسم (5913) 1990 بي يو وفق تسمية الكوكب الصغير) (بالإنجليزية: 1990 BU)‏ هو كويكب ضمن حزام الكويكبات؛ وترتيبه 5913 من حيث الاكتشاف.
اكتُشف هذا الجُرم الفلكي بواسطة هيروشي موري في 21 يناير 1990.

## وصلات خارجية
- (5913) 1990 BU في قاعدة بيانات مختبر الدفع النفاث لأجرام النظام الشمسي الصغيرة

- الاكتشاف · مخطط المدار ·  العناصر المدارية · المعلمات المادية

- (5913) 1990 BU على موقع ويكي سكاي: DSS2, SDSS, GALEX, IRAS, Hydrogen α, X-Ray, Astrophoto, Sky Map, Articles and images